# Ali Sayf al-Dawla
Ali ibn Abu'l-Hayja 'Abdallah ibn Hamdan ibn al-Harith Sayf al-Dawla al-Taghlibi (en arabe : سيف الدولة أبو الحسن ابن حمدان), plus communément connu par son laqab (épithète honorifique) de Sayf al-Dawla (« épée de la dynastie [abbasside] ») est le fondateur de l'émirat chiite d'Alep, recouvrant la grande majorité du nord de la Syrie et certaines régions occidentales de la Djézireh. Il est le frère d'al-Hasan ibn Abdallah ibn Hamdan (mieux connu sous le nom de Nasir al-Dawla).

## Biographie

### Origines et famille
Sayf al-Dawla naît le 22 juin 916 (ou 914). Il est le deuxième fils de Abdallah Abu'l-Hayja ibn Hamdan et petit-fils du fondateur de la dynastie hamdanide Hamdan ibn Hamdun. Il appartient à la tribu des Banu Taghlib, qui s'est installée dans la Jézireh lors des temps pré-islamiques. Traditionnellement, cette tribu contrôle Mossoul et sa région, au moins jusqu'à la fin du IXe siècle, quand les Abbassides tentent de renforcer leur emprise. Pour s'y opposer, les Hamdanides s'allient aux Kurdes, notamment par des mariages,.
Le grand-père de Sayf est vaincu en 895 et emprisonné mais son fils, Husayn ibn Hamdan en réchappe. Il s'impose comme l'autorité principale de la région de la Jézireh en jouant les arbitres entre les Abbassides et les Kurdes. Husayn combat notamment les Kharidjites et les Toulounides mais il tombe en disgrâce en 908, quand il soutient le soulèvement de Abdullah ibn al-Mu'tazz. Son jeune frère, Ibrahim, est gouverneur de Diyar Rabi'a (la province autour de Nasibin) en 919. Quand il meurt l'année suivante, c'est un autre de ses frères, Dawud, qui lui succède. Quant au père de Sayf, Abdallah, il sert comme émir de Mossoul de 905/906 à 913/914. Il alterne ensuite disgrâce et réhabilitation, contrôlant Mossoul jusque vers 925. Grâce à ses relations avec le général Mou'nis al-Muzaffar, il joue un rôle majeur dans la courte usurpation de Al-Qahir contre le calife Al-Muqtadir (929) mais il meurt lors de la répression,. 
Malgré tout, de son vivant, Abdallah a renforcé le contrôle des Hamdanides sur Mossoul, qui devient un émirat autonome. Quand il doit quitter la ville, il laisse la régence à son fils aîné, Nasir al-Dawla, qui est rapidement confronté aux ambitions de ses oncles. Finalement, en 935, Bagdad reconnaît son autorité sur la Jézireh,.

### Carrière sous son frère
Avec l'ascension de Nasir al-Dawa, Sayf entame aussi sa carrière. En 936, il rentre à son service et obtient le gouvernorat d'Amida, en échange de son aide contre Ali ibn Ja'far, le gouverneur rebelle de Mayyafariqin. Sayf se montre efficace et il renforce le contrôle des Hamdanides sur les régions nord de la province de Diyar Mudar, soumettant les Qaysites. Il lance aussi des expéditions en soutien aux forces musulmanes frontalières, qui combattent l'Empire byzantin et il s'ingère aussi en Arménie pour contrer l'influence byzantine.
Dans le même temps, Nasir s'associe aux intrigues palatines de Bagdad. Depuis l'assassinat d'Al-Muqtadir en 932, le gouvernement abbasside est au bord de l'anarchie. En 936, le gouverneur de Wasit, Ibn Ra'iq, prétend au titre de commandeur des commandeurs, devenant le dirigeant de fait du califat. Le calife en titre, Ar-Radi, est confiné à un rôle de figurant. Pour autant, la position de Ibn Ra'iq est fragile et contestée par de nombreuses figures du califat, notamment des émirs locaux et des chefs militaires turcs. 
Nasir al-Dawla se pose d'abord en partisan de Ibn Ra'iq mais il prend progressivement ses distances et finit par le faire assassiner en 942. Il prend sa place et c'est à cette occasion qu'il gagne son surnom (laqab) de Nasir al-Dawla, c'est-à-dire défenseur de la dynastie. Néanmoins, lui-même est en butte à de multiples oppositions, notamment celle de Basra. Il envoie Sayf contre cette cité, qui remporte une victoire décisive à al-Mada'in. Sayf obtient alors le gouvernorat de Wasit et reçoit lui aussi son laqab, qui signifie l'épée de la dynastie. 
Si les Hamdanides semblent avoir la mainmise sur le pouvoir central, ils sont isolés et peu estimés des vassaux du calife, notamment les Samanides de Transoxiane et le gouverneur de l'Egypte, Muhammad ben Tughj. En 943, une mutinerie éclate à propos du paiement des soldes, dirigée par le turc Tuzun, qui parvient à chasser Nasir et Sayf de Bagdad. Le calife al-Muttaqi nomme Tuzun à leur place avant de se quereller avec lui et de fuir chercher la protection des Hamdanides. Néanmoins, ceux-ci sont vaincus en 944 et un accord est conclu, qui les autorise à conserver la Jézireh et même à prétendre à la suzeraineté nomiale sur le nord de la Syrie, en échange d'un important tribut. Pour autant, Nasir reste hostile à Bagdad et aux Bouyides qui ont pris le contrôle du califat,. 

### Fondation de l'émirat d'Alep
Jusqu'en 935, le nord de la Syrie est aux mains des Ikhchidides d'Egypte, jusqu'à ce que Ibn Ra'iq les en prive. En 942, Nasir prend la place de Ibn Ra'iq, assassiné et il tente d'imposer son autorité sur la région. Les Hamdanides prennent notamment le contrôle de la vallée de la Belikh mais certains seigneurs locaux demeurent fidèles aux Ikshidides. Ces derniers soutiennent le gouverneur de Rabha, Adl al-Bakjami, qui prend Nasibin avant d'être finalement vaincu et capturé par un cousin de Sayf, Abu Abdallah al-Husayn ibn Sa'id ibn Hamdan. En mai 943, il est exécuté à Bagdad. Husayn s'efforce ensuite de soumettre la province, de Diyar Mudar jusqu'à la région d'al-thughur. Raqqa est prise par la force et Alep se rend sans combattre en février 944. Cependant, le calife fait appel aux Ikshidides pour le soutenir face à plusieurs seigneurs rebelles et les Hamdanides sont contraints d'isoler le calife à Raqqa. A l'été 944, Al-Ikhshid finit par se rendre en Syrie et Husayn abandonne Alep, tandis que le calife est libéré. Celui-ci rend le contrôle de la Syrie au gouverneur égyptien mais refuse de se rendre lui-même en Egypte, ce qui provoque la colère d'Al-Ikhshid qui se détourne de lui. Il rentre en Egypte tandis que al-Muttaqi, abandonné de tous, rentre à Bagdad où il est déposé par Tuzun. 
Alors que la crise s'accroît à Bagdad, Sayf se concentre sur la Syrie. Après une série de défaites contre Tuzun, il profite de l'assassinat d'un de ses rivaux, Muhammad ibn Inal al-Turjuman pour s'affirmer dans la région syrienne, visiblement sur les encouragements de son frère. Celui-ci lui fournit des troupes et de l'argent et Sayf al-Dawla peut lancer une véritable invasion du nord de la Syrie, après le départ d'al-Ikhshid. Il s'assure du soutien de la tribu des Bau Kilab, ainsi que du gouverneur d'Alep, Abu'l-Fath Uthman ibn Sa'id al-Kilabi, qui est à ses côtés à son entrée dans la ville, le 29 octobre 944.

### Révoltes tribales
En plus de sa rivalité avec les Ikchidides, Sayf al-Dawla doit assurer son autorité parmi les tribus de la région, souvent rivales. Elles sont installées au nord de la Syrie depuis les temps du califat des Omeyyades, parfois avant. Ainsi, autour de Homs, les Banu Kalb et les Banu Tayy sont solidement implantées. Au nord, sur une bande de territoire entre l'Oronte et jusqu'au-delà l'Euphrate, ce sont les  Banu Uqayl, Banu Numayr, Banu Ka'b et Banu Qushayr, largement nomades, qui prédominent, en plus des Banu Kilab à Alep. Enfin, au sud, ce sont les Banu Tanukh, originaires du Yémen, qui sont installés autour de Maarat al-Nouman, tandis que les côtes sont dominées par les Bahra et les Kurdes. 
Dans ses relations avec ces tribus, Sayf profite du fait qu'il est lui-même d'origine arabe, à la différence de la plupart des dirigeants du Moyen-Orient islamique, dominés par les seigneurs de guerre turcs ou perses. Sayf al-Dawla peut s'appuyer sur les Bédouins pour l'administration de son émirat. Pour autant, à l'image des pratiques en cours dans le monde abbasside, l'émirat des Hamdanides est de plus en plus dominé par des éléments non arabes, principalement turcs, au travers des esclaves militaires que sont les ghilman. Ainsi, l'armée de Sayf al-Dawla comprend bien une cavalerie arabe, qui agit plus en raison du butin à gagner que par loyauté mais aussi une infanterie lourde composée de Daylamites, des archers de cavalerie turcs et une cavalerie légère kurde. Enfin, des volontaires issus des garnisons de la zone frontière avec les Byzantins peuvent utilement compléter les effectifs. Ils viennent souvent d'autres régions du monde musulman.
Après avoir obtenu la reconnaissance des Ikchidides, Sayf al-Dawla mène plusieurs campagnes pour consolider son autorité. Il cherche d'abord à affermir son contrôle du littoral syrien, ainsi que des routes le connectant à l'intérieur des terres. Il mène notamment un siège difficule de la forteresse de Barzuya en 947-948, alors tenue par un Kurde qui contrôle la basse vallée de l'Oronte. Au centre de la Syrie, une révolte des Banu Kalb et des Banu Tayyi intervient à la fin de l'année 949. Après quelques succès, lors desquels ils s'emparent notamment du gouverneur de Homs, les rebelles sont écrasés. Plus au nord, les Hamdanides essaient surtout d'éviter que les Bédouins n'interfèrent avec les populations arabes sédentaires et plusieurs révoltes interviennent, matées par les forces de Sayf al-Dawla.

### Guerre avec les Byzantins
En s'affirmant en Syrie, Sayf se retrouve directement confronté à l'Empire byzantin, dont il devient le principal adversaire musulman. Rapidement, il se consacre grandement à la guerre contre cet ennemi qui assure sa réputation, même s'il en sort finalement vaincu. 

#### Premières années (945-955): attaques et défenses
Au début du Xe siècle, les Byzantins prennent le dessus contre les Musulmans, profitant du déclin du califat des Abbassides. En 863, la bataille de Lalakaon a constitué un tournant, brisant l'émirat de Malatya et favorisant une progression des Byzantins. Si l'émirat de Tarse demeure un adversaire puissant, l'Empire gagne du terrain vers l'est, atteignant le haut Euphrate en soumettant les Pauliciens. Finalement, après 927, la paix dans les Balkans leur permet de concentrer leur énergie sur la frontière orientale. Sous Jean Kourkouas, les succès militaires s'accumulent, jusqu'à la prise de Malatya en 934. En 940, Arsamosate tombe à son tour, puis Qaliqala en 949.
Le sursaut byzantin n'est pas sans effet sur le monde musulman. Des volontaires ne tardent pas à affluer aux frontières, pour répondre à l'appel du djihad. Sayf lui-même décide de prendre la tête de la résistance islamique. Les Hamdanides dominent à la fois la Syrie et la Jézireh, en contact direct avec l'Empire byzantin, prend la suite d'un califat abbasside devenu incapable de défendre la frontière. Ce rôle de défenseur de la foi joue un rôle prépondérant dans la réputation de Sayf al-Dawla auprès de ses coreligionnaires.
C'est en 936 que Sayf prend les armes contre les Byzantins. Il vient alors en aide de Samosate, assiégée. Si une mutinerie l'oblige à battre en retraite et à abandonner la ville à son sort, il repart à l'assaut en 938, pillant les alentours de Malatya et prenant le fort de Charpete. Si des sources musulmanes évoquent un succès d'ampleur contre Kourkouas, la progression byzantine n'est pas réellement entravée. En 939-940, il envahit le sud-ouest de l'Arménie et s'assure de l'allégeance des princes locaux, tant des Bagratides de Taron que des Kaysites de Mantzikert. Il s'attaque ensuite à la région de Colonée, en terres byzantines. Si ce succès est d'une certaine ampleur, il doit revenir en Syrie faire face aux troubles en Irak. Selon M. Whittow, ce retrait est dommageable car il empêche Sayf de poursuivre son effort militaire et de convaincre les Arméniens de ne pas s'allier aux Byzantins. Ces derniers en profitent pour prendre Qaliqala.
Sayf al-Dawla reprend véritablement la guerre contre les Byzantins en 944, quand il s'établit à Alep. Jusqu'à sa mort, il mène une lutte sans relâche contre l'Empire chrétien. S'il parvient à mener des raids au cœur de l'Anatolie ennemie et remporte plusieurs succès, sa stratégie est essentiellement défensive. Il ne cherche, ni ne parvient, à remettre en cause le contrôle croissant des Byzantins sur les cols du Taurus. Régnant sur un émirat de taille relativement modeste, il lutte souvent en infériorité numérique face aux Byzantins. 

Carte de la frontière arabo-byzantine.

En outre, l'effort de guerre des Hamdanides dépend abusivement du dispositif nommé al-thughur, du nom de la zone frontalière avec l'Empire byzantin, lourdement militarisé mais très coûteux et de plus en plus exposé. Sans soutien du pouvoir central, les Hamdanides sont vite en difficultés, d'autant que les Byzantins abusent de la stratégie de la terre brûlée pour rendre cette zone inexploitable. De surcroît, l'allégeance des seigneurs musulmans de la frontière est incertaine. S'ils admirent le charisme de Sayf al-Dawla et lui reconnaissent une certaine légitimité, elle pâlit avec le début des défaites. Au fur et à mesure, une logique du « chacun pour soi » s'impose, fragilisant la défense musulmane. Enfin, étranger au monde maritime, il néglige trop l'investissement dans une marine de guerre. 
Durant l'hiver 945-946, Sayf al-Dawla repart à l'assaut mais à une échelle limitée et un échange de prisonniers est rapidement convenu. Il faut attendre 948 pour voir le conflit se rallumer. En dépit d'une victoire contre les Byzantins, Sayf ne parvient pas à prévenir le sac d'Hadath, l'un des principaux bastions musulmans sur le haut Euphrate. Il fait alors face à la puissante famille des Phocas incarnée par Bardas Phocas l'Ancien et ses deux fils, Léon Phocas le Jeune et Nicéphore Phocas, qui mène la guerre byzantine au sud de l'Asie Mineure. Deux ans de suite, le chef de guerre musulman essuie des échecs. D'abord en 949 quand il est repoussé du thème de Lykandos, avant de subir un raid byzantin qui pénètre jusqu'à Antioche en rasant Marach. Puis, en 950, Sayf mène un nouveau raid, ravage le Lykandos et le thème de Charsianon mais il tombe dans une embuscade tendue par Léon Phocas. L'expédition gagne le surnom de ghazwat al-musiba, soit « l'expédition désastreuse » car Sayf perd 8 000 hommes et il parvient tout juste à s'enfuir. 
Malgré ces échecs, il refuse les offres de paix byzantines et lance un autre raid contre le Lykandos et Malatya mais il doit se retirer à la venue de l'hiver. En 951, il concentre son attention sur le renforcement des défenses musulmanes en Cilicie et au nord de la Syrie, notamment les cités de Marach et de Hadath. Bardas Phocas tente d'interrompre les travaux mais il est vaincu. En 953, le général byzantin insiste avec une armée très importante mais il subit une lourde défaite lors de la bataille de Marach, qui figure parmi les grandes victoires de Sayf al-Dawla, célébrées par ses panégyristes. Bardas voit notamment son jeune fils Constantin Phocas être capturé. En 954, Sayf al-Dawla remporte un nouveau succès défensif qui lui permet de restaurer Samosate et Hadath. En 955, un nouvel assaut de Bardas est repoussé et cet échec conduit à son remplacement par son fils, Nicéphore Phocas, comme domestique des Scholes d'Orient, soit le général en chef des armées byzantines en Orient.

#### L'offensive byzantine (955-967)
Face à Nicéphore Phocas, Sayf al-Dawla affronte l'un des meilleurs généraux de l'histoire byzantine, qui bénéficie d'une armée en pleine mutation vers une guerre offensive et d'un Empire en expansion. Au printemps 956, le général musulman anticipe l'offensive de Jean Tzimiskès, le lieutenant de Nicéphore, et lance un raid en terres byzantines. Tzimiskès lui tend un piège sur le chemin du retour mais il essuie une défaite qui lui coûte 4 000 hommes. Néanmoins, Léon Phocas a parallèlement mené un raid en Syrie, lors duquel il vainc et capture le cousin de Sayf, Abu'l Acha'ir. Plus tard dans l'année, Sayf doit aider la cité de Tarse à repousser un raid maritime de la flotte des Cibyrrhéotes. En 957, Nicéphore s'empare et détruit Hadath, profitant d'un complot en cours contre Sayf al-Dawla. Celui-ci fait exécuter 180 de ses ghilman (serviteurs) et 200 autres sont mutilés. Lors du printemps suivant, Tzimiskès envahit la Djézireh et prend Dara, remportant un succès à Amida contre Nadja, l'un des principaux généraux de Sayf. Il se dirige ensuite contre Samosate qu'il prend d'assaut, infligeant une nouvelle défaite aux Musulmans, cette fois menés par Sayf al-Dawla en personne. En 959, Léon Phocas confirme le regain de puissance des Byzantins en s'avançant jusqu'à Cyrrhus, détruisant plusieurs forteresses sur son passage.
En 960, Nicéphore Phocas est engagé dans la reconquête de la Crète et Sayf al-Dawla tente d'en profiter. A la tête d'une grande armée, il pénètre en territoire byzantin et met à sac la forteresse de Charsianon. Mais sur le chemin du retour, il tombe dans une embuscade tendue par Léon Phocas, qui détruit presque intégralement son armée. A nouveau, Sayf parvient à s'échapper mais son pouvoir militaire en souffre de manière décisive. Les gouverneurs locaux commencent à négocier de leur côté avec les Byzantins, pour tenter d'obtenir des trêves séparées, tandis que l'autorité des Hamdanides commence à décliner. Dès 961, Nicéphore Phocas est de retour et il compte bien capitaliser sur la situation. Il mène une expédition hivernale qui prend les troupes de Sayf al-Dawla par surprise. Il s'empare d'Anazarbe et mène une politique de dévastation qui doit briser la résistance musulmane. Quand il revient en territoire byzantin pour Pâques, Sayf pénètre à son tour en Cilicie et essaie d'y imposer son autorité directe. Il reconstruit Anazarbe mais Nicéphore Phocas interrompt les travaux dès l'automne, forçant Sayf al-Dawla à se retirer. Les Byzantins prennent Marache, Duluk et Manbij, sécurisant les accès occidentaux aux cols de l'Antitaurus. Sayf envoie une armée commandée par Nadja s'opposer aux Byzantins mais Nicéphore l'évite. A la mi-décembre, il apparaît devant Alep et vainc l'armée improvisée qui se dresse devant lui. La cité, désormais sans défense, est mise à sac et pillée, à l'exception de la citadelle. Près de 10 000 habitants sont faits prisonniers, que Sayf remplace par des réfugiés venus de Qinnasrin, un important carrefour commercial qui a dû être abandonné. Pour les Hamdanides, c'est une défaite d'ampleur, qui sape un peu plus leur autorité.

### Maladie et mort
En 963, Nicéphore Phocas s'empare du trône et la frontière orientale reste calme mais Sayf souffre de la mort de sa sœur et commence à ressentir les symptômes d'une hémiplégie, ainsi que de problèmes intestinaux et urinaires croissants. Il parvient de moins en moins à se déplacer et ne peut donc que difficilement gérer certaines affaires de l'émirat. Quittant Alep qu'il laisse à son lieutenant, Kargouya, il se retire à Mayyafariqin et ne se présente plus en personne sur le champ de bataille. Son déclin physique autant que ses défaites militaires affaiblissent sa légitimité et des révoltes sporadiques éclatent autour d'Alep. 
En 961, l'émir de Tarse, Ibn az-Zayyat, tente sans succès de rattacher ses terres aux Abbassides. En 963, son neveu, le gouverneur d'Harran, se rebelle après avoir tué le secrétaire de Sayf al-Dawla. Il soutient le parti de Nasir al-Dawla et Nadja est envoyé pour mater ce soulèvement. Bientôt, c'est Nadja qui se mutine et attaque directement Mayyafariqin, avec l'ambition de livrer la cité aux Bouyides. Il échoue et se retire en Arménie, où il parvient à prendre diverses forteresses autour du lac de Van. A l'automne 994, il revient à la charge mais subit lui aussi une révolte sur ses terres arméniennes. Sayf al-Dawla consent alors à se déplacer personnellement à la rencontre de Nadja, obtenir sa soumission. Finalement, en 965, Nadja est assassiné, probablement sur l'ordre de la femme de Sayf. Dans le même temps, celui-ci forge une alliance avec les Qarmates de Bahreïn, alors actifs dans le désert syrien et s'oppose tant aux Bouyides qu'aux Ikchidides. 
En dépit de ses difficultés, Sayf al-Dawla est toujours en mesure de lancer trois raids contre l'Asie Mineure byzantine. L'un d'entre eux pénètre aussi loin qu'Iconium. Néanmoins, Tzimiskès, qui a remplacé Nicéphore Phocas comme domestique des Scholes, envahit la Cilicie en représailles dès l'hiver. Il y inflige une lourde défaite aux Musulmans, près d'Adana, dans un lieu surnommé « la colline sanglante » en référence à cette bataille. S'il ne parvient pas à s'emparer de Mopsueste, un autre raid byzantin intervient dès 964, sous la conduite directe de l'empereur. De nouveau? Mopsueste résiste et les Byzantins doivent se retirer mais ils confirment leur faculté à mener des offensives constantes contre les provinces les plus exposées du monde musulman. Finalement, en 965, Mopsueste finit par tomber, suivie de près par Tarse le 16 août. Ces prises assurent la conquête byzantine de la Cilicie, qui devient une province de l'Empire.
En 965, deux nouvelles rébellions menacent le pouvoir de Sayf. D'abord celle du gouverneur du littoral, Marwan al-Uqayli, qui s'empare de Homs, remporte une bataille et avance jusqu'à Alep, où le chef séditieux est mortellement blessé. A l'automne, une révolte plus sérieuse intervient à Antioche, menée par l'ancien gouverneur de Tarse, Rashiq ibn Abdallah al-Nasimi. C'est une réaction à l'incapacité de Sayf al-Dawla à défendre la Cilicie. Après avoir levé une armée, Rashig assiège Alep, défendue par Kargouya et Bichara. Après trois mois, les rebelles ont pris la ville basse quand Rashig est tué. C'est un daylamite, Dizbar, qui lui succède et qui s'impose face à Kargouya, prenant Alep. Cependant, il doit rapidement s'en retirer pour prendre le contrôle du nord de la Syrie. Enfin, toujours en 965, Sayf perd deux de ses fils, Abu'l-Maqarim et Abu'l-Baraqat.
Au début de l'année 966, Sayf al-Dawla s'accorde sur une trêve assortie d'un échange de prisonniers avec les Byzantins. Il paie une très importante rançon pour certains captifs musulmans qui, finalement, rejoignent les rangs de Dizbar. Il finit par affronter son adversaire, transporté sur sa litière. Il se rend à Alep et défait les rebelles, grâce en partie à la défection des Banu Kilab en sa faveur. Les rebelles faits prisonniers sont durement châtiés. Si cette victoire maintient l'autorité de Sayf al-Dawla, ce n'est pas pour autant qu'il est en mesure de s'opposer aux progrès des Byzantins. Quand ceux-ci pillent la Djézireh, le chef musulman doit se réfugier à Shaizar. Les forces de Nicéphore vont de Manbij à Alep, puis à Antioche, où le gouverneur les rejoint avec le fruit des impôts de la ville. Au début de l'année 967, Sayf revient à Aelp, où il meurt peu de temps après, le 8 ou le 9 février. Son corps est embaumé  et enterré dans un mausolée à Mayyafariqin, aux côtés de sa mère et de sa sœur. Son dernier fils survivant, Saad al-Dawla, lui succède à l'âge de seulement quinze ans. Incapable d'imposer son autorité sur les terres de son père, il est constamment confronté à des soulèvements jusqu'en 977, quand il parvient enfin à contrôler Alep. Ces années de troubles parachèvent la réduction de l'émirat d'Alep à un Etat tampon entre les deux puissances du Proche-Orient que sont les Byzantins et les Fatimides qui viennent de prendre l'Egypte.

## Postérité
Durant son règne, Sayf s'entoure d'intellectuels de premier plan, comme les poètes Al-Mutanabbi et Abu Firas, le prêcheur Ibn Nubata, le grammairien Ibn Jinni et le philosophe al-Farabi. Al-Mutanabbi compose 22 panégyriques à la gloire de Sayf, mélange de sympathies réelles et de louanges conventionnelles. L'historien et poète Abu al-Faraj al-Isfahani est aussi présent à la cour et dédie sa grande encyclopédie de poésie et de chants à Sayf al-Dawla. Abu Firas est le cousin de Sayf et est élevé à Alep, avant d'épouser la sœur de Sayf, Sakhinah, et d'être nommé gouverneur de Manbij et Harran.  Abu Firas l'accompagne fréquemment dans les guerres contre les Byzantins et il est fait prisonnier deux fois. Lors de sa deuxième captivité, il compose ses poèmes intitulés Rumiyyat (Romains). Le mécenat de Sayf al-Dawla n'est pas complètement désintéressé car les compositions artistiques en son honneur nourrissent sa réputation et diffusent son influence dans tout le monde musulman. Au-delà de la poésie, un grand nombre de matières sont étudiées à Alep, qui fait figure de centre intellectuel de premier plan à cette époque.
En choisissant de résider durablement à Alep puis à Mayyafariqin, Sayf al-Dawla a grandement contribué à l'émergence de ces deux centres urbains comme des villes centrales de la Syrie. Il a contribué à les embellir et à les agrandir, tout en entretenant les remparts. C'est surtout Alep qui a largement bénéficié de son statut de capitale, à l'image du grand palais de Halba bâti à proximité directe, ainsi que l'aménagement de jardins et d'un aqueduc. 
Longtemps, Sayf est resté comme l'un des dirigeants arabes les mieux connus et les plus réputés, pour sa bravoure et son leadership, dans la guerre contre les Byzantins. A bien des égards, ses défaites finales n'ont pas terni son image, qui bénéficie aussi de ses activités de mécène et de la vie culturelle particulièrement intense à Alep. Bianquis note même que la fin de sa vie, marquée par la maladie et les trahisons, a contribué à en faire un modèle arabe de chevalerie, par l'aspect tragique qui entoure son existence.
Si Sayf est reconnu pour ses talents militaires, le résultat final reste celui d'un échec à prévenir les progrès byzantins. Quelque temps après sa mort, la cité d'Antioche tombe et Alep devient un territoire vassal de l'Empire, coincé entre l'influence de Constantinople et celle des Fatimides. Pour autant, cet échec militaire s'explique largement par le manque de moyens de l'émirat frontalier face à la puissance byzantine. La persistance de révoltes internes parmi l'émirat et la faiblesse de l'autorité des Hamdanides sur des parcelles importantes de leur territoire a contribué à leur échec final. Comme le souligne Mark Whittow, la réputation de Sayf al-Dawla masque la réalité du pouvoir d'un « tigre de papier, souvent à court d'argent et avec une base étroite sur laquelle s'appuyer ». En outre, l'expulsion de plusieurs tribus arabes après la révolte de 955 a des conséquences néfastes sur la suite des événements. Les Banu Kilab s'imposent notamment comme la principale tribu du nord de la Syrie, contestant de plus en plus les Hamdanides et ouvrant la voie aux succès des Mirdassides au XIe siècle.